# Napanurga
Napanurga – wieś w Estonii, prowincji Rapla, w gminie Märjamaa.